# 佐野公俊
佐野 公俊（さの ひろとし、1945年3月11日 - ）は、日本の医学者・脳神経外科医。東京都出身。
藤田保健衛生大学（現：藤田医科大学）退任後、困難な症例のオペなどを、川崎にある医療法人明徳会　総合新川橋病院で週2回の手術、および外来を行っている。また静岡県の藤枝平成記念病院、豊川市の青山病院でもオペを行ってペる。東京都江戸川区の森山記念病院付属の東京脳神経センター病院の脳動脈瘤手術センターで脳動脈瘤の患者さんが見つかれば今後オペを行う予定。名古屋脳神経外科クリニックで行っている脳ドックの検査後、脳動脈瘤が発見された患者の診察、またジャパン藤脳クリニックでは、脳ドックで見つかった患者の外来診療も行っている。世界脳神経外科連盟の脳血管障害部門での委員長など歴任。

## 経歴
医者の祖父と叔父に憧れて慶應義塾大学医学部に入学。研修医時代に耳鼻咽喉科に研修に回った時耳鼻咽喉科の手術に使われていた手術用顕微鏡を脳外科手術に使えないかと思い脳外科医を目指した。だが当時の日本では脳外科手術に顕微鏡は使われていなかったため脳外科顕微鏡手術の豊富なアメリカに留学するつもりだったが留学しなかった。一般外科の研修を行ったあと慶應義塾大学で脳神経外科の研修入った後脳神経外科に入局した。
昭和45年、日本に顕微鏡を使った脳外科手術が導入されると同時に顕微鏡時代を予言し自費で顕微鏡を購入した。慶應義塾大学で手術器具を開発しながら多くの脳動脈瘤のクリッピング手術を経験した。
藤田医科大学名誉教授などを経て、現在は藤田医科大学ばんたね病院客員教授・総合新川橋病院副院長・脳神経外科顧問である。脳動脈瘤のクリッピング手術では、約3,100例以上も行い、2000年、2001年のギネスブックに掲載された。クリッピング手術のクリップは（株）ドクターズ・アイディアル・サプライが製造している純チタン製脳動脈瘤クリップの特注品として製作依頼したものを使用している。
佐野と同様にクリッピング手術の権威として知られる上山博康もかつては佐野の下で指導を受けており、上山は番組内で兄弟子と呼んでいた。また、脳腫瘍手術の権威の福島孝徳は高校時代の先輩にあたり、かつて森山記念病院付属の東京脳神経センター病院の福島が脳神経センター、佐野が脳動脈瘤手術センターをそれぞれ開設していた。

### 略歴
- 1963年 東京都立戸山高等学校卒業
- 1970年　慶應義塾大学医学部卒業
- 1971年　慶應義塾大学医学部脳神経外科入局
- 1976年　藤田学園保健衛生大学赴任
- 1977年　藤田学園保健衛生大学医学部外科学講師
- 1980年　藤田保健衛生大学脳神経外科助教授
- 2000年　藤田保健衛生大学脳神経外科教授
- 2001年　藤田保健衛生大学脳神経外科救急部教授
- 2003年　救命救急センターセンター長
- 2004年　藤田保健衛生大学脳神経外科学主任教授
- 2010年　総合新川橋病院副院長・脳神経外科顧問

藤田保健衛生大学名誉教授・藤田保健衛生大学脳神経外科客員教授
日本脳神経外科学会監事　（2011、8月で定年）
元世界脳神経外科連盟　脳血管障害部門委員長
現在、若いドクターの教育のため、半年に1度、脳外科医対象の脳神経外科手術ビデオセミナー開催している。
また市民対象の新川橋公開講座も行っている。
詳細は佐野公俊公式ホームページにて。

## 出演番組
- ドスペ! （テレビ朝日）2005年10月29日
- 医者がすすめる専門医（BS-i）2006年7月31日
- 主治医が見つかる診療所（テレビ東京）2006年10月23日
- NNN Newsリアルタイム（日本テレビ）2007年4月3日
- スッキリ!!（日本テレビ）2008年1月10日
- ほっとイブニング（NHK名古屋）2008年6月5日
- 密着！奇跡を起こす日本のスゴ腕ドクター（テレビ東京）2011年4月12日
- 奇跡体験!アンビリバボー（フジテレビ）2013年11月28日
- Letters 〜感謝の手紙〜（テレビ東京）2014年2月6日
- 実録世界のミステリー（テレビ東京）2014年2月25日
- 世界まる見え!テレビ特捜部（フジテレビ）2014年3月17日
- 林修の今でしょ!講座（テレビ朝日） 2015年8月4日

など